# Don Quarrie
Donald O'Riley Quarrie, dit Don Quarrie, né le 25 février 1951 à Kingston, est un ancien athlète jamaïcain, l'un des meilleurs sprinteurs mondiaux pendant les années 1970.
Quarrie a participé à cinq éditions des Jeux olympiques d'été. Il est un bel exemple de durée au plus haut niveau, avec ses quatre médailles olympiques (la dernière obtenue en 1984). Il est également le premier athlète à avoir gagné six médailles d'or aux Jeux du Commonwealth.

## Biographie

### Débuts
Alors qu'il n'a que 17 ans, Quarrie réalise le 23 août 1963 10 s 3 et est donc sélectionné pour le 100 m des Jeux olympiques d'été de 1968. Mais s’étant blessé tout seul à l’entraînement, il ne peut y participer.
En 1969, il peut partir étudier à l’université de Californie du Sud (USC) aux États-Unis. Aux jeux du Commonwealth britannique de 1970, il remporte l’or sur 100 et 200 m, surprenant ses concurrents plus expérimentés, notamment son compatriote Lennox Miller, médaillé d'argent aux Jeux de Mexico. Quatrième relayeur du relais 4 × 100 m, il obtient un troisième titre dans la compétition, égalant le record de médailles d'or dans une même compétition.
Quarrie répéte ses performances l’année suivante aux Jeux panaméricains à Cali. Il remporte sa série du 100 m en 10 s 1, record personnel, avant de s'adjuger le titre devant Lennox Miller. Profitant de l'avantage de l'altitude, il réalise 19 s 8 sur 200 m, égalant ainsi le record du monde de Tommie Smith,  bien qu'en réalité il ait couru un peu moins vite que lui : les temps électroniques donnent 19 s 86 à Quarrie contre 19 s 83 pour Smith. Le règlement de l'IAAF de l'époque ne reconnaissant que les temps manuels, précis au dixième de seconde, Quarrie est donc considéré comme co-recordman du monde du 200 m. 
Grand favori des Jeux olympiques de 1972, Quarrie souffre à nouveau à cause de blessures. Il court sur 200 m, mais doit abandonner en demi-finale à la suite d'une déchirure musculaire. 

### Âge d'or
En 1974, aux jeux du Commonwealth britannique à Christchurch, il devient le premier athlète à conserver son titre sur 100 et 200 m, mais l'équipe de Jamaïque échoue à conserver son titre sur 4 x 100 m, le privant d'une troisième médaille.
Le 22 mai 1976 à Fresno, Quarrie égale le record du monde du 100 m en 9 s 9. Cette performance fait de lui un des favoris pour le 100 m des Jeux olympiques d'été de 1976, avec notamment Valeriy Borzov. Mais il doit se contenter de la médaille d'argent, devant Borzov le tenant du titre, et derrière un autre athlète des Caraïbes, Hasely Crawford, vainqueur en 10 s 06 contre 10 s 07 pour Quarrie. En tête à 75 m de l'arrivée, Don Quarrie se fait devancer sur le final et perd le titre pour un centième de seconde. Sur 200 m, il devient champion olympique avec un temps de 20 s 22.
Aux jeux du Commonwealth de 1978, Quarrie remporte son troisième titre consécutif sur 100 m et une inédite sixième médaille d'or aux Jeux du Commonwealth, mais est éliminé en demi-finale du 200 m à la suite de crampes, alors qu'il était en course pour un troisième doublé 100 m - 200 m consécutif,.

### Fin de carrière
Pendant la préparation de ses quatrièmes Jeux olympiques à Moscou, il est victime d'un accident de voiture. Il parvient quand-même à participer mais il est éliminé en demi-finale sur 100 m. Il échoue également à défendre son titre sur 200 m, mais réussit quand même à obtenir la médaille de bronze en 20 s 29, derrière Pietro Mennea et Allan Wells.
Aux Jeux olympiques d'été de 1984, à Los Angeles, Quarrie ne fait plus partie de l’élite des sprinters et est sans surprise éliminé en série sur 200 m. Néanmoins, il parvient à gagner une dernière médaille en relais, terminant deuxième du 4 × 100 m derrière les États-Unis.
En 2012, il est directeur technique de la Jamaïque en athlétisme aux Jeux olympiques d'été de Londres.

## Impact médiatique
Reconnu aussi bien sur la piste qu'en dehors, une statue le représentant est placée à l'entrée du stade national et une école porte aussi son nom à Kingston. Des musiciens ont chanté sa gloire, la chanson reggae « Tribute to Donald Quarrie » a été écrite par Joe Gibbs and The Guerillas en son honneur.

## Palmarès
| Date | Compétition                                      | Lieu           | Résultat | Épreuve   | Performance |
| ---- | ------------------------------------------------ | -------------- | -------- | --------- | ----------- |
| 1970 | Jeux du Commonwealth britannique                 | Édimbourg      | 1er      | 100 m     | 10 s 24     |
| 1970 | Jeux du Commonwealth britannique                 | Édimbourg      | 1er      | 200 m     | 20 s 56     |
| 1970 | Jeux du Commonwealth britannique                 | Édimbourg      | 1er      | 4 x 100 m | 39 s 46     |
| 1971 | Championnats d'Amérique centrale et des Caraïbes | Kingston       | 1er      | 100 m     | 10 s 2      |
| 1971 | Championnats d'Amérique centrale et des Caraïbes | Kingston       | 1er      | 200 m     | 20 s 6      |
| 1971 | Championnats d'Amérique centrale et des Caraïbes | Kingston       | 1er      | 4 x 100 m | 39 s 2      |
| 1971 | Jeux panaméricains                               | Cali           | 1er      | 100 m     | 10 s 29     |
| 1971 | Jeux panaméricains                               | Cali           | 1er      | 200 m     | 19 s 86     |
| 1971 | Jeux panaméricains                               | Cali           | 1er      | 4 x 100 m | 39 s 28     |
| 1973 | Championnats d'Amérique centrale et des Caraïbes | Maracaibo      | 1er      | 100 m     | 10 s 2      |
| 1973 | Championnats d'Amérique centrale et des Caraïbes | Maracaibo      | 1er      | 200 m     | 20 s 1      |
| 1973 | Championnats d'Amérique centrale et des Caraïbes | Maracaibo      | 1er      | 4 x 100 m | 39 s 9      |
| 1974 | Jeux du Commonwealth britannique                 | Christchurch   | 1er      | 100 m     | 10 s 38     |
| 1974 | Jeux du Commonwealth britannique                 | Christchurch   | 1er      | 200 m     | 20 s 73     |
| 1974 | Jeux du Commonwealth britannique                 | Christchurch   | 4e       | 4 x 100 m |             |
| 1975 | Championnats d'Amérique centrale et des Caraïbes | Ponce          | 1er      | 200 m     | 21 s 5      |
| 1975 | Championnats d'Amérique centrale et des Caraïbes | Ponce          | 1er      | 4 x 100 m | 40 s 6      |
| 1976 | Jeux olympiques d'été                            | Montréal       | 2e       | 100 m     | 10 s 08     |
| 1976 | Jeux olympiques d'été                            | Montréal       | 1er      | 200 m     | 20 s 23     |
| 1976 | Jeux olympiques d'été                            | Montréal       | 5e       | 4 x 100 m |             |
| 1977 | Coupe du monde des nations                       | Düsseldorf     | 3e       | 4 x 100 m | 38 s 56     |
| 1978 | Jeux du Commonwealth                             | Edmonton       | 1er      | 100 m     | 10 s 03     |
| 1980 | Jeux olympiques d'été                            | Moscou         | 3e       | 200 m     | 20 s 29     |
| 1981 | Championnats d'Amérique centrale et des Caraïbes | Saint-Domingue | 2e       | 200 m     | 20 s 93     |
| 1981 | Coupe du monde des nations                       | Rome           | 4e       | 200 m     |             |
| 1984 | Jeux olympiques d'été                            | Los Angeles    | 2e       | 4 x 100 m | 38 s 62     |